# Renato Laghi
Renato Laghi, né le 8 décembre 1944 à Errano, une frazione de Faenza dans la province de Ravenne, est un coureur cycliste italien.

## Biographie
Professionnel de 1967 à 1979, Renato Laghi a gagné une étape du Tour d'Italie en 1977, son unique victoire en carrière, à l'issue d'une longue échappée solitaire en montagne. 
Il a en outre terminé tous les Tours d'Italie, au nombre de neuf, auxquels il a participé.

## Palmarès
- 1968
  - 3e de la Coppa Sabatini
- 1969
  - 2e du classement général du Cronostaffetta
- 1970
  - 2e du Tour d'Ombrie
- 1977
  - 19e étape du Tour d'Italie
- 1979
  - 3e du Tour de Toscane

## Résultats sur les grands tours

### Tour d'Italie
12 participations
- 1968 : 19e
- 1969 : abandon
- 1970 : 25e
- 1971 : 30e
- 1972 : 50e
- 1973 : 44e
- 1974 : 31e
- 1975 : 35e
- 1976 : abandon
- 1977 : 37e, vainqueur de la 19e étape
- 1978 : 43e
- 1979 : 51e